# Dacus opinatus
Dacus opinatus är en tvåvingeart som beskrevs av Munro 1956. Dacus opinatus ingår i släktet Dacus och familjen borrflugor. Inga underarter finns listade i Catalogue of Life.